# Haplophyllum buxbaumii
Haplophyllum buxbaumii är en vinruteväxtart. Haplophyllum buxbaumii ingår i släktet Haplophyllum och familjen vinruteväxter.

## Underarter
Arten delas in i följande underarter:
- H. b. buxbaumii
- H. b. mesopotamicum